# Културни центар Сурчин
Културни центар Сурчинје институција која се налази у београдској општини Сурчин и организује културно-уметничке програме у овој општини. Формиран 1. јануара 2016. године и од тада даје велки допринос духовном животу општине. Седиште се налази у Војвођанској улици бр.109 у Сурчину, а оснивач центра је ГО Сурчин.
Установа је основана ради реализације и промоције уметничних и културних садржаја, односно филмске, ликовне, визуелне и музичке уметности и књижевности, као и због организовања манифестација и промовисања Сурчина у области културе и успостављања сарадње са другим градовима или општинама.
Културни центар Сурчин је организатор традиционалне манифестације Бојчинско културно лето која се одржава од 2009. године, а такође организује хуманитарну манифестацију Улицу отвореног срца у Сурчину, пројекат Међународни дан реке Саве и многе друге.